# Typhloroncus coralensis
Typhloroncus coralensis es una especie de arácnido del orden Pseudoscorpionida de la familia Ideoroncidae.

## Distribución geográfica
Se encuentra en las Islas Vírgenes.